# Tore Moxness

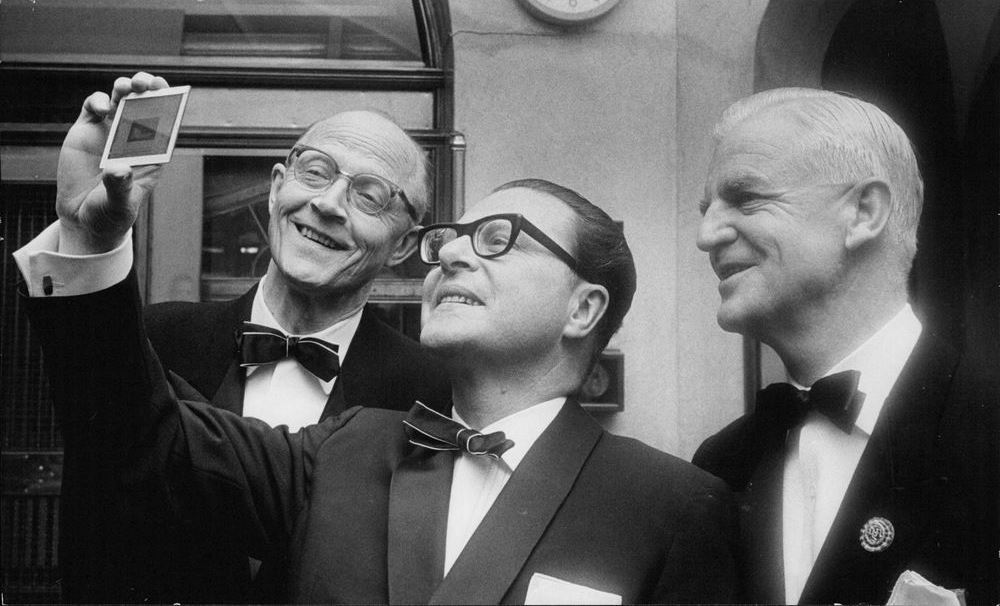
Tore Moxness, Charles Koklin och Gunnar Qvenild på Det norske samfunds 70 årsjubileum i Stockholm.

Tore Kielland Moxness, född 9 december 1903 i Trondheim, död 23 september 1976 i Lidingö, var en norsk-svensk arkitekt.

## Biografi

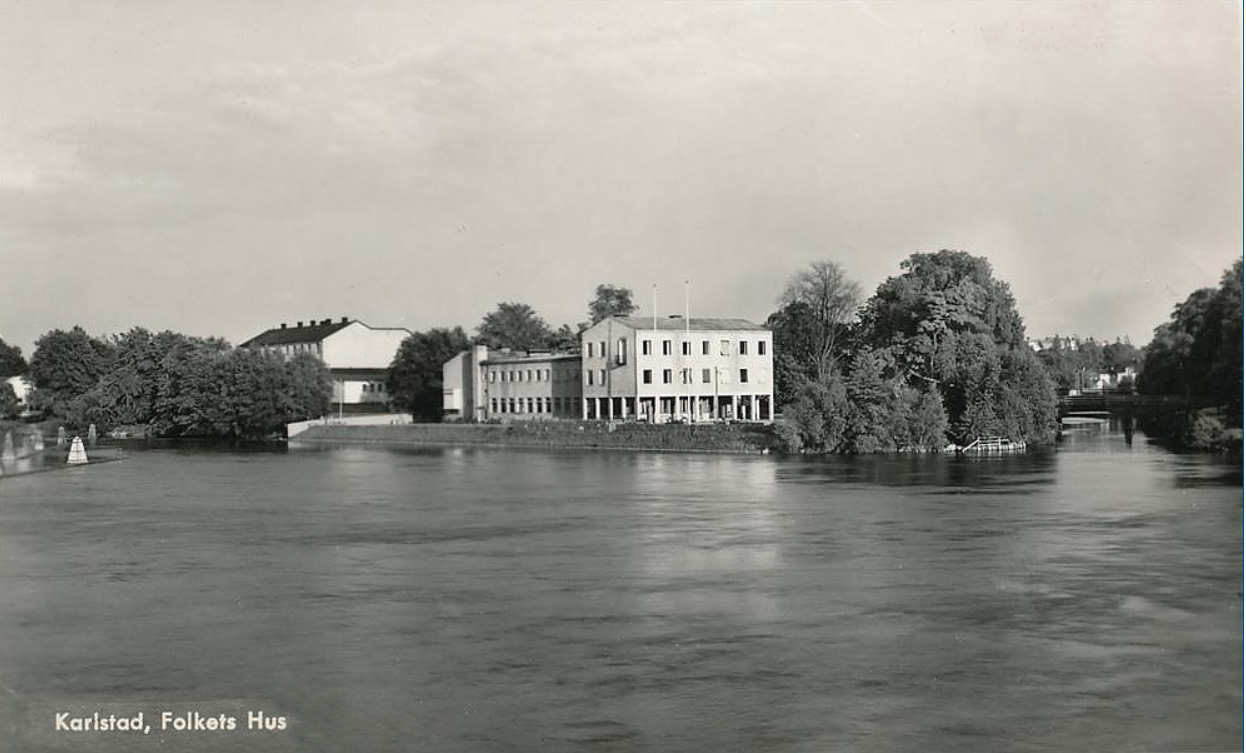
Folkets hus i Karlstad (rivet).

Efter examen från tekniska högskolan i Trondheim flyttade Moxness 1929 till Sverige. Han blev kompanjon med arkitekt Curt Björklund i Stockholm och senare med dennes son Lennart Björklund. Moxness var som arkitekt främst inriktad på skolor, bland annat Dalskolan i Solberga, Stockholm (1955–1958), Skoglundsskolan i Surahammar (1956), centralskola i Tibro (1958), samrealskola i Sölvesborg, högstadieskola och simhall i Värnamo (1958), högstadieskola och sporthall i Ulricehamn. 
Han ritade vidare sport och simhall i Kumla, Vallaskolan och sporthall i Sala (1962-1964), hotell i Östersund, Folkets hus i Karlstads samt byggnad för Katarina församling i Stockholm. Mot slutet av sitt liv ägnade han sig dock främst åt färdigställandet av Kronprinsesse Märthas kirke i Stockholm, men avled några månader innan invigningen. Han var också i några år ordförande i Det norske samfund i Stockholm.

## Bilder

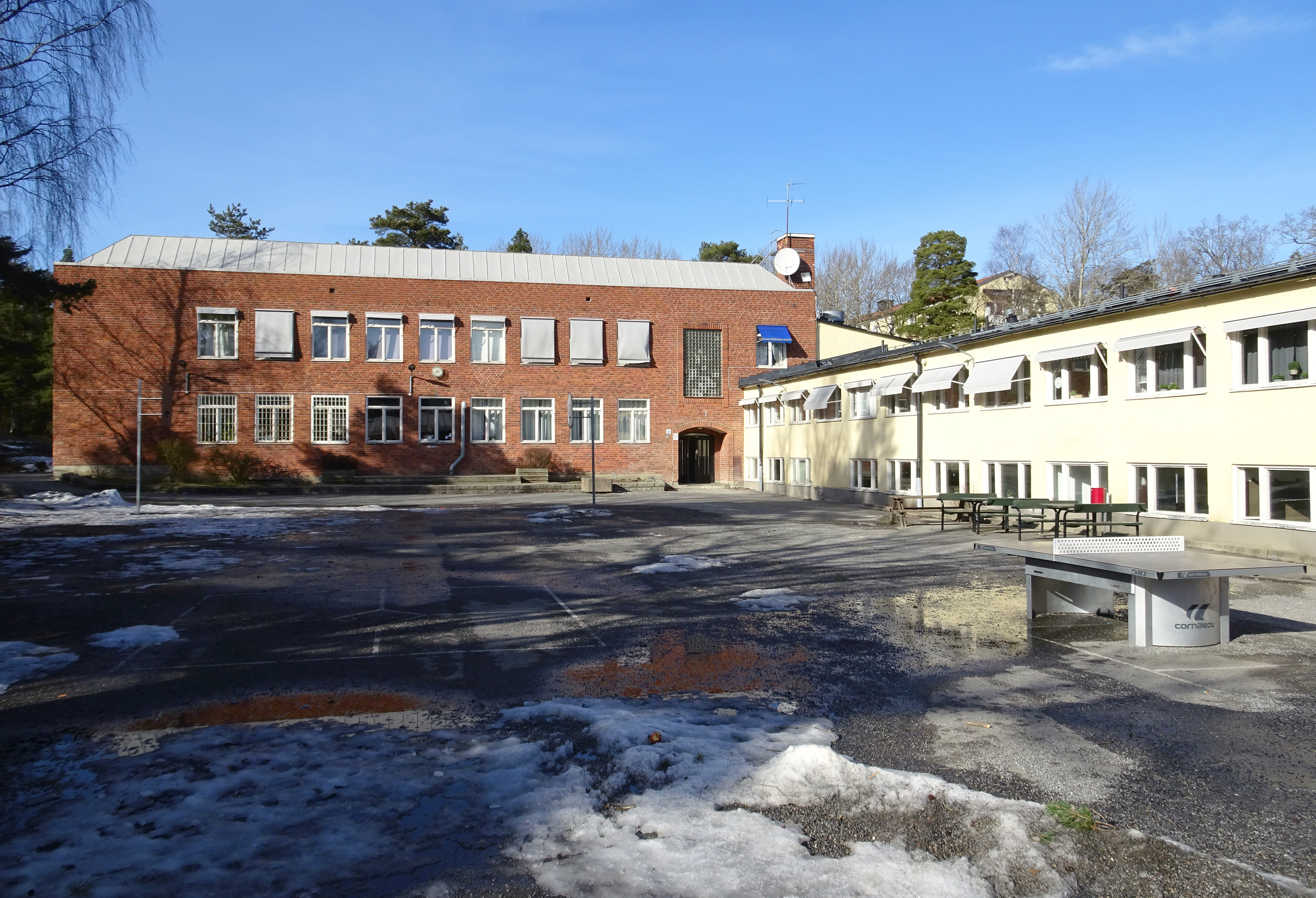
Dalskolan, Solberga.
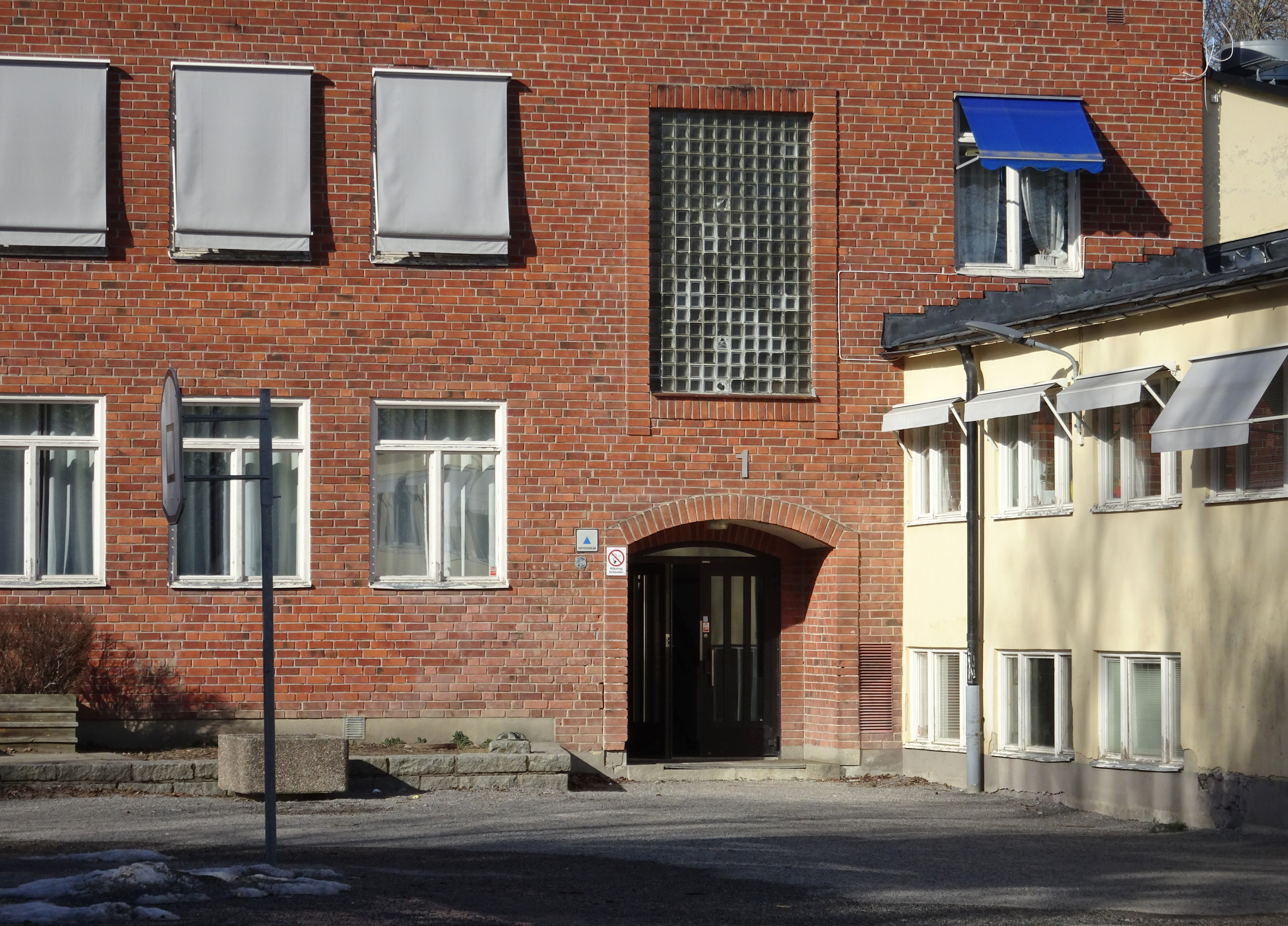
Dalskolan, Solberga.
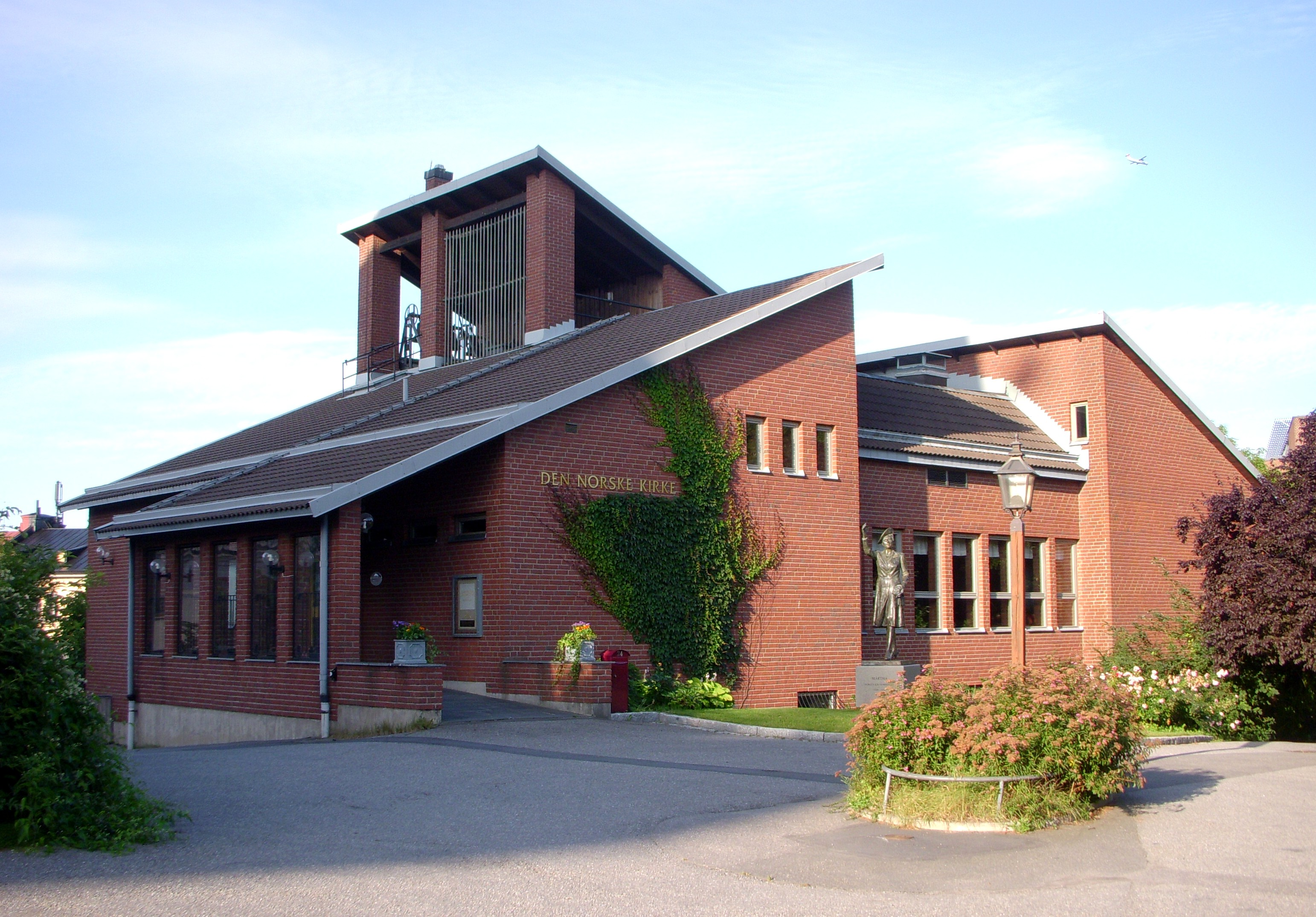
Kronprinsesse Märthas kirke.
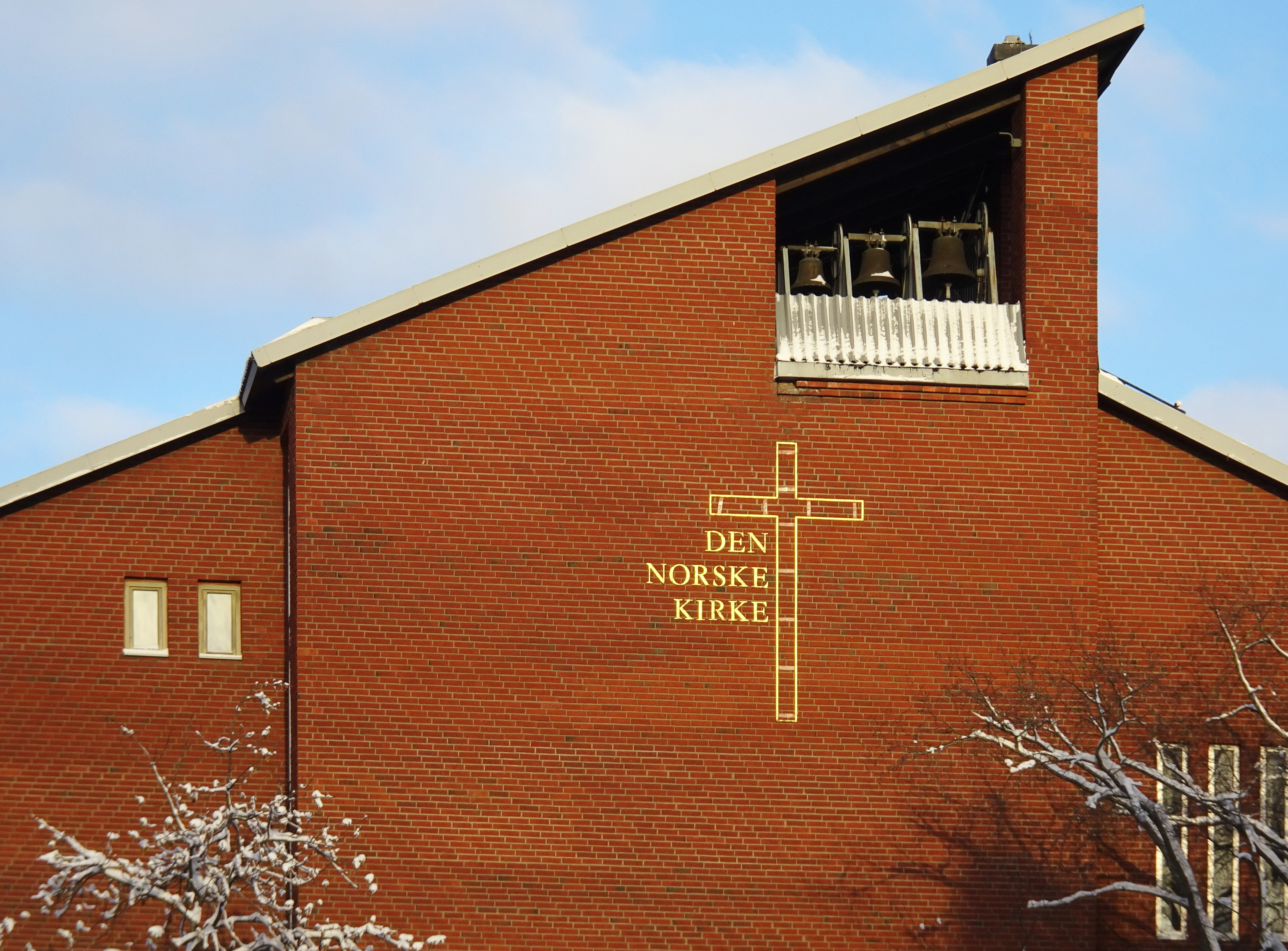
Kronprinsesse Märthas kirke.